# Soccer Mommy
София Регина Эллисон (англ. Sophia Regina Allison; род. 27 мая 1997), наиболее известна под псевдонимом Soccer Mommy — американская певица и автор песен из Нашвилла, штат Теннесси.

## Биография
Родилась в Швейцарии в конце 1990-х годов и выросла в Нашвилле, штат Теннесси. Обучалась в специализированной школе Nashville School of the Arts, где училась игре на гитаре и играла в свинг-группе.
Взяла гитару в возрасте шести лет и тогда же стала заниматься музыкой. Начала публиковать свои домашние записи под псевдонимом Soccer Mommy для Bandcamp в 2015 году, когда летом собиралась пойти учиться в Нью-Йоркский университет (где изучала музыкальный бизнес в Steinhardt School of Culture, Education, and Human Development). Обучаясь в университете, Эллисон сыграла своё первое выступление в качестве Soccer Mommy в арт-сообществе Silent Barn в Бушвике, Бруклине и вскоре после этого заключила контракт с лейблом Fat Possum. Бросив в 2017 году учёбу после двухлетнего обучения она вернулась в Нашвилл, чтобы продолжить музыкальную карьеру.
Первый полноформатный альбом под псевдонимом Soccer Mommy, For Young Hearts был выпущен в 2016 году на независимом лейбле Orchid Tapes. Релиз второго альбома Collection состоялся в 2017 году на Fat Possum Records, а её первый самостоятельный альбом Clean был выпущен 2 марта 2018 года.
Выступала вместе со Стивеном Малкмусом, Mitski, Кейси Масгрейвс, Jay Som, Slowdive, Фрэнки Космос, Лиз Фэр, Фиби Бриджерс и другими. Присоединилась к Paramore и Foster the People в рамках их летних туров 2018 года. Осенью Soccer Mommy выступила на разогреве у Vampire Weekend. Также осенью 2019 года играла на разогреве на нескольких концертах Wilco. В феврале 2020 года выступила на президентском митинге Берни Сандерса и одобрила его его президентскую кампанию 2020 года.

## Влияния
В качестве влияния Эллисон ссылается на Mitski, Тейлор Свифт и Аврил Лавин, а также на города Нашвилл и Нью-Йорк. Альбом Лавин Under My Skin был первым CD, который у неё был
Эллисон также сказала, что на её музыку влияет поп-музыка, и она стремится включить в свои песни броские элементы.

## Дискография

### Альбомы
- 2016: For Young Hearts (Orchid Tapes)
- 2017: Collection[англ.] (Fat Possum Records[англ.])
- 2018: Clean (Fat Possum Records)
- 2020: Color Theory (Loma Vista Recordings)
- 2022: Sometimes, Forever[англ.] (Loma Vista Recordings)

### Синглы и EP
- 2015: Songs for the Recently Sad EP (self-released)
- 2016: Songs from My Bedroom (Soccer Tapes)
- 2017: «Last Girl» / «Be Seeing You» 7-inch (Glad Fact)
- 2018: «Henry» / «I’m On Fire» 7-inch (Fat Possum Records[англ.])
- 2018: «Your Dog» / «Blossom (Wasting All My Time)» (Fat Possum Records[англ.])
- 2019: «Blossom» (Demo) / «Be Seeing You» (Fat Possum Records[англ.])
- 2019: «lucy» (Loma Vista Recordings)
- 2019: «yellow is the color of her eyes» / «lucy» (Loma Vista Recordings)
- 2020: «circle the drain[англ.]»
- 2020: «bloodstream»